# Encyclia phoenicea
Encyclia phoenicea är en orkidéart som först beskrevs av John Lindley, och fick sitt nu gällande namn av Joseph Henri François Neumann. Encyclia phoenicea ingår i släktet Encyclia och familjen orkidéer. Inga underarter finns listade i Catalogue of Life.